# Sypavka modřínu
Sypavka modřínu je choroba modřínu způsobovaná houbou Mycosphaerella laricina z čeledi tečkovkovité (Mycosphaerellaceae). Patogen je mikromyceta - askomyceta, která napadá dřevinu po invazi mšicemi, šíří se z míst posátých mšicemi. 

## Význam
Estetické ovlivnění. Při silném napadení nejsou koruny modřínů na podzim „zlaté“ ale hnědé. Je ovlivněna životaschopnost malých stromků. Výsledkem opakované infekce hynou letošní výhony a  mladé modříny mohou zakrsávat.

## Hostitel
Rod modřín. V ČR především
- modřín opadavý Larix decidua

## Symptomy
Na konci jara a v létě rozptýlené široké hnědé až červenohnědé proužky na jehlicích, případně polovina jehlice hnědne. Později se tvoří v hnědých jehlicích malé černé tečky. Napadené jehlice se zbarví hnědě a předčasně odpadávají. Jehlice na spodních větví jsou ovlivněny nejdříve, pak nemoc postupuje výše do koruny stromu. Typická pro sypavku modřínu je červenohnědá postižené dolní oblast koruny. Nakonec jsou jehlice zelené pouze v horní části koruny.

## Vývojový cyklus
Houba přezimuje na opadaných jehlicích, kde se tvoří askospory. Ty na začátku léta infikují čerstvě vyrašené jehličí. Na kontaminovaných jehlicích se pak tvoří černé konidie. Pomocí spor z konidií se šíří dále. Napadené listy zhnědnou a předčasně opadají. 

## Ochrana rostlin
Není třeba, postačí dostatečná vzdálenost mezi stromy. Je třeba vysazovat modříny na místech s dobrým prouděním vzduchu a včas provádět probírky porostu. Opadané jehlice je vhodné vyhrabat a odstranit, z jehlic na jaře pochází infekce.